# Friedrich-Wilhelm Jakoby
Friedrich-Wilhelm Jakoby (* 1. Oktober 1899 in Remscheid; † 19. Januar 1967 in Düsseldorf) war ein deutscher Polizeibeamter und Offizier, zuletzt Generalleutnant im Zweiten Weltkrieg.

## Leben und Wirken

### Frühes Leben
Nach dem Schulbesuch trat Jakoby am 19. Juni 1915 als Kriegsfreiwilliger in das Ersatz-Bataillon des 5. Westfälischen Infanterie-Regiments Nr. 53 ein. Ende August 1915 erfolgte seine Versetzung zur 9. Kompanie seines Regiments. Unter gleichzeitiger Beförderung zum Unteroffizier der Reserve absolvierte Jakoby ab 1. März 1917 einen Offizierslehrgang auf dem Truppenübungsplatz Sennelager und wurde im Anschluss daran als Vizefeldwebel der Reserve Zugführer in seinem Stammregiment. Am 23. Januar 1918 kam er dann als Kompanieoffizier in das Reserve-Infanterie-Regiment Nr. 2 und wurde dort am 23. März 1918 zum Leutnant der Reserve befördert. In dem Regiment verblieb Jakoby über das Kriegsende hinaus bis Dezember 1918. Man setzte ihn anschließend als Adjutant des Reserve-Bataillons ein. Für einen Monat diente Jakoby dann als Kompanieoffizier im III. Bataillon des Füsilier-Regiments „Königin Viktoria von Schweden“ (Pommersches) Nr. 34, ehe er am zum II. Armee-Korps versetzt wurde und dort schließlich 31. Oktober 1919 aus dem aktiven Dienst ausschied.
Jakoby trat am 1. November 1919 im Rang eines Polizeileutnants in die preußische Polizei ein. In der Zeit der Weimarer Republik wurde er nacheinander zum Polizeioberleutnant (24. Mai 1924) und zum Polizeihauptmann (11. August 1932) befördert.

### Adjutant Görings und Reichstagsbrand
Am 31. Januar 1933, unmittelbar nach der Bildung der Regierung Hitler am 30. Januar 1933, wurde Jakoby zum Adjutanten des neuernannten Luftfahrtministers und preußischen Innenministers Hermann Göring ernannt. Häufig Erwähnung in der historischen Literatur findet Jakoby in dieser Eigenschaft im Zusammenhang mit dem Reichstagsbrand vom 28. Februar 1933. Laut einer Aussage Jakobys gegenüber dem Reichstagsbrandforscher Fritz Tobias war er derjenige, der Göring als erstes über den Brand des Reichstagsgebäudes in Kenntnis setzte:
„Am Tage des Reichstagsbrandes habe ich, damals noch der einzige Adjutant, die Meldung an Göring erstattet. Ich war damals und bin auch heute noch davon überzeugt, daß diese Überraschung echt war.“
In der Literatur vielfach diskutiert worden ist ferner die von Jakoby veranlasste Untersuchung des unterirdischen Ganges zwischen dem Reichstagsgebäude und dem von Göring in seiner Eigenschaft als Reichstagspräsident bewohnten Reichstagspräsidentenpalais, durch den Chef von Görings SS-Stabswache Walter Weber und einigen wahllos ausgewählten Beamten der Schutzpolizei.

### Kommandeur der Landespolizeigruppe und des Regiments General Göring
Am 20. April 1933 wurde Jakoby unter Beförderung zum Polizeimajor in den Führungsstab der Landespolizei versetzt, wo er sich maßgeblich an der Reorganisation und Säuberung des Polizeiapparates im Sinne der Nationalsozialisten beteiligte. Knapp ein Jahr später, am 6. Juni 1934, übernahm Jakoby als Nachfolger von Walther Wecke das Kommando über die „Landespolizeigruppe General Göring z. b. V.“, einer Eliteeinheit der preußischen Schutzpolizei, die 1933 zur Sicherung der Reichsregierung gegen gewaltsame Übergriffe gebildet worden war. Unter Jakobys Regie entsprach die Gliederung, Bewaffnung und Ausrüstung dieser Truppe bereits im April 1935 der eines motorisierten Infanterieregiments des Heeres. Mit einer Truppenstärke von schließlich 1.856 Polizeibeamten war die Einheit außerdem ein wichtiger Teil der „Hausmacht“ Görings im Machtkampf der NS-Führer. Nachdem Göring den Befehl über die Preußische Polizei im April 1934 an Heinrich Himmler und Reinhard Heydrich abgeben musste – die somit die Gewalt über sämtliche Polizeien im Reich in ihren Händen vereinigten – galt die Landespolizeigruppe, die anders als der Rest der preußischen Polizei in Görings Befehlsbereich verblieb, als eine Art Lebensversicherung Görings für den Fall einer gewaltsamen Auseinandersetzung, da der mit dieser weiterhin eine bewaffnete Leibwache größeren Umfangs als Gegengewicht zu den SS-Verbänden Himmlers zur Verfügung hatte.
Sechs Monate nach Görings Ernennung zum Oberbefehlshaber der Luftwaffe im März 1935 wurde die Landespolizeigruppe im September 1935 als Regiment General Göring der Luftwaffe eingegliedert. Jakoby blieb weiterhin ihr Kommandeur. Am 1. Oktober 1935 wurde er offiziell – mit dem Charakter eines Oberstleutnants – in die Luftwaffe aufgenommen. Nach knapp einjähriger Tätigkeit als Kommandeur des Regiments wurde Jakoby am 13. August 1936 auf einen anderen Posten versetzt, während die Führung des Regiments von Artur Axthelm übernommen wurde.

### Spätere Laufbahn
In den späteren Jahren des NS-Regimes wurde Jakoby noch mit mehreren anderen Kommandos in der Luftwaffe betraut und nacheinander zum Oberstleutnant (1. Oktober 1937), Oberst (1. Mai 1939), Generalmajor (1. Februar 1943) und zum Generalleutnant am 30. Januar 1945 befördert.